# Avrămești (Arieșeni), Alba
Avrămești este un sat în comuna Arieșeni din județul Alba, Transilvania, România.